# Hermann Willmann
Hermann Willmann (* 25. März 1875 in Bieren; † 17. Mai 1973 in Hannover) war ein deutscher Bäcker und Politiker.

## Leben
Willmann, der lutherischer Konfession war, machte eine Bäckerlehre und war 1897 bis 1919 selbstständiger Bäckermeister in Hannover.
Bereits 1903 trat Willmann dem Männerchor der Bäckerinnung Hannover bei, dem er bis 1973 angehörte.
1907 war Willmann Mitbegründer der Hefe- und Spritwerke Hameln, für die er im selben Jahr das Amt des Aufsichtsratsvorsitzenden übernahm.
Ab 1910 war er Innungsvorstand, 1911 bis 1945 war er Obermeister der Bäcker-Zwangsinnung Hannover und Leiter und Vorsitzender der Ein- und Verkaufsgenossenschaft selbstständiger Bäcker und Konditoren Niedersachsens und später Ehrenobermeister.
Ab 1930 und bis 1935 wirkte Willmann als Handwerkskammerpräsident der Handwerkskammer zu Hannover.
Von Januar 1930 bis zum 27. April 1931 war er stellvertretendes und dann bis April 1933 reguläres Mitglied im Preußischen Staatsrat für die Provinz Hannover. Er war parteilos und schloss sich 1931 im Staatsrat der Fraktion „Arbeitsgemeinschaft“ an. In der Zeit des Nationalsozialismus wurde er Mitglied der NSDAP.
Er war Vorsitzender des Nordwestdeutschen Handwerkerbundes, Vorstandsmitglied im Reichsverband des Deutschen Handwerks, Vorstandsmitglied der Handwerkskammer Hannover und Mitglied verschiedener Aufsichtsräte.
1954 wurde er mit dem Bundesverdienstkreuz ausgezeichnet.

## Weitere Auszeichnungen
Hermann Willmann war Ehrenmitglied und Inhaber der Goldenen Ehrennadel des Deutschen Handwerks.